# ماهی‌های فرچه‌دهان
فرچه‌دهان‌ها (نام علمی: Argyripnus) نام یک سرده از تیره تبرماهیان ژرفزی است.